# 1980年モスクワオリンピックのフィンランド選手団
1980年モスクワオリンピックのフィンランド選手団（1980ねんモスクワオリンピックのフィンランドせんしゅだん）は、1980年7月19日から8月3日にかけてソビエト連邦の首都モスクワで開催された1980年モスクワオリンピックのフィンランド選手団、およびその競技結果。

## 概要
今大会は金メダル3個、銀メダル1個、銅メダル4個の合計8個のメダルを獲得した。

## メダル
| メダル | 選手名             | 競技 | 種目       |
| ------ | ------------------ | ---- | ---------- |
| 銅     | カーロ・マーニンカ | 陸上 | 男子5000m  |
| 銀     | カーロ・マーニンカ | 陸上 | 男子10000m |